# La Légende d'un peuple

La Légende d'un peuple (1887) est un poème épique du poète québécois Louis-Honoré Fréchette, « traitant des exploits et des héros de l'histoire [du Québec] » et divisé en trois époques, de la découverte de l’Amérique aux débuts de l'époque contemporaine.
Il est fait allusion à ce titre dans le nom du projet d'Alexandre Belliard, «Légendes d'un peuple», dont l'objectif est de faire connaître l'Histoire des Francophones d'Amérique en chansons.